# Jesús Navas
Jesús Navas González (* 21. listopadu 1985, Los Palacios, Španělsko) je španělský fotbalový záložník a reprezentant, který hraje ve španělském klubu Sevilla. Je to fotbalista s dobrou kličkou a schopností „větrat“ obranu soupeře, hraje na pravém křídle.

## Klubová kariéra

### Manchester City
Jesús přestoupil do Manchesteru City oficiálně 3. 6. 2013 za cca 15 miliónů liber ze španělské Sevilly. Stal se jedním z prvních hráčů, které do týmu přivedl nový manažer Manuel Pellegrini, který přišel rovněž ze Sevilly. První dva góly vstřelil při ligové výhře City nad Tottenhamem Hotspur 6:0, 24. listopadu 2013. Svými góly skóre po 13 sekundách hry otevřel a také v 90. minutě uzavřel.

## Reprezentační kariéra

### Mládežnické reprezentace
Jesús Navas působil v mládežnické reprezentaci Španělska v kategorii do 21 let.

### A-mužstvo
9. listopadu 2009 jej trenér Španělska Vicente del Bosque nominoval k nadcházejícím přátelským utkáním proti Argentině a Rakousku. 14. listopadu 2009 si v zápase s hostující Argentinou zaknihoval svůj debut v A-mužstvu Španělska, když nastoupil na hřiště v 82. minutě. Španělé porazili v Madridu jihoamerického soupeře 2:1. V druhém zápase proti domácímu Rakousku 18. listopadu 2009 nastoupil do druhého poločasu, Španělé zvítězili suverénně 5:1.
První gól vstřelil 3. června v přátelském zápase s Jižní Koreou (hrálo se v rakouském Innsbrucku), když svou trefou z 86. minuty rozhodl o vítězství Španělska 1:0.
Se španělským národním týmem vyhrál Mistrovství světa 2010 a EURO 2012. Na evropském šampionátu v Polsku a na Ukrajině vstřelil vítězný gól v utkání proti Chorvatsku (1:0).

### Reprezentační góly
Góly Jesúse Navase ve španělském A-mužstvu
| 010                 | 3. 6. 2010  | Tivoli Neu, Innsbruck, Rakousko    | Jižní Korea | 00:1 0(86.)   | 0:1 | přátelský zápas |
| 02                  | 18. 6. 2012 | PGE Arena, Gdaňsk, Polsko          | Chorvatsko  | 00:1 0(88.)   | 0:1 | EURO 2012       |
| 03                  | 10. 9. 2013 | Stade de Genève, Ženeva, Švýcarsko | Chile       | 02:2 0(90+2.) | 2:2 | přátelský zápas |
| Platí k 19. 9. 2014 |             |                                    |             |               |     |                 |

## Úspěchy
- Sestava sezóny Evropské ligy UEFA – 2019/20[11]